# Ершова (Иркутская область)
Ершова — деревня в Боханском районе Иркутской области России. Входит в состав муниципального образования Казачье. 

## География
Находится примерно в 151 километре к западу от районного центра.

## Население
| 2002 | 2010 | 2011 | 2012 |
| ---- | ---- | ---- | ---- |
| 82   | ↘71  | →71  | ↘70  |

### Гендерный состав
По данным Всероссийской переписи, в 2010 году в деревне проживал 71 человек (35 мужчин и 36 женщин).

## Инфраструктура
Личное подсобное хозяйство. Ершовская Нош, филиал Казачинской СОШ
Основа экономики —  сельское хозяйство. 

## Транспорт
Деревня доступна автотранспортом.